# Max Toeppen
Max Pollux Toeppen (ur. 4 kwietnia 1822 w Królewcu, zm. 3 grudnia 1893) – niemiecki historyk i pedagog.

## Życiorys
Max Toeppen urodził się w rodzinie urzędniczej. Na Uniwersytecie w Królewcu studiował historię i filologię. W 1843 uzyskał stopień doktora filozofii. Jako pedagog był wykładowcą lub kierował gimnazjami m.in. w Elblągu, Kwidzynie, Poznaniu i Olsztynku (1854-1868).
Jako historyk wykazał dociekliwość i rzetelność w prezentowaniu faktów historycznych. Max Toeppen współpracował z Wojciechem Kętrzyńskim. Obaj historycy wypożyczali sobie dokumenty. Opracowania Toeppena są najbogatszym zbiorem informacji prezentującym historię Mazur. 
W 1847 habilitował się, przeprowadzając analizę pruskiej historiografii okresów średniowiecza i nowożytnego. Wydał także opracowania dotyczące Elbląga, Kwidzyna i Olsztynka. Toeppen opracował także mapę Prus w okresie pogańskim. Działał także w organizacjach związanych z kościołem luterańskim. Ostatnie lata swojego życia spędził w Elblągu, pracując jako archiwista. Zmarł 3 grudnia 1893; cmentarz, na którym został pochowany, nie istnieje.
Na język polski przetłumaczone zostały:
- Wierzenia mazurskie z dodatkiem zawierającym klechdy i baśnie Mazurów (Aberglauben aus Masuren mit einem Anhange enthaltend Masurrische Sagen und Märchen, Aufl. 2, Danzig 1867), wydanie polskie, Warszawa 1894 (tłum. Eugenia Piltzówna).
- Historia Mazur. Przyczynek do dziejów Krainy i kultury pruskiej (Geschichte Masurens. Ein Beitrag zur preußischen Landes- und Kulturgeschichte. Leipzig 1870) w tłumaczeniu Małgorzaty Szymańskiej-Jasińskiej i opracowaniu Grzegorza Jasińskiego wydana w ramach Borussii, Olsztyn 1995

## Publikacje
- Geschichte der preußischen Historiographie von P. v. Dusburg bis auf K. Schütz, Berlin 1853
- Chronicon Terrae Prussiae von Peter Dusburg, Leipzig 1861
- Scriptores rerum Prussicarum. Die Geschichtsquellen der Preußischen Vorzeit bis zum Untergange der Ordensherrschaft. Bd. 1-5, Leipzig 1861-1874
- Geschichte der Stadt Marienwerder, Marienwerder 1875
- Acten der Ständetage Preußens unter der Herrschaft des Deutschen Ordens. Bd. 1, (Die Jahre 1233-1435), Leipzig 1878
- Acten der Ständetage Preußens unter der Herrschaft des Deutschen Ordens. Bd. 2, (Die Jahre 1436-1446), Leipzig 1880
- Acten der Ständetage Preußens unter der Herrschaft des Deutschen Ordens. Bd. 3, (Januar 1447 bis Juli 1453), Leipzig 1882
- Acten der Ständetage Preußens unter der Herrschaft des Deutschen Ordens. Bd. 4, (August 1453 bis September 1457), Leipzig 1884
- Acten der Ständetage Preußens unter der Herrschaft des Deutschen Ordens. Bd. 5, (1458-1525), Leipzig 1886
- Geschichte des ersten schwedisch-polnischen Krieges in Preußen, nebst Anhang; Israel Hoppe's Geschichte des ersten schwedisch-polnischen Krieges in Preußen, Leipzig 1887